# Österreichische Fußballmeisterschaft 2010/11
Die österreichische Fußballmeisterschaft wurde 2010/11 zum 100. Mal ausgetragen. Die höchste Spielklasse ist die österreichische Bundesliga, die in dieser Saison zum 37. Mal durchgeführt und von zehn Mannschaften bestritten wird. Diese ermitteln in vier Durchgängen den österreichischen Fußballmeister. Sie begann am 17. Juli 2010 und endete am 25. Mai 2011 mit der 36. und letzten Runde.
In der höchsten Spielklasse, der Bundesliga, wird um drei internationale Startplätze gespielt; der Meister ist an der Qualifikation zur UEFA Champions League teilnahmeberechtigt, der zweit- und drittplatzierte Verein spielt in der Qualifikation zur UEFA Europa League. Der Letztplatzierte muss in die zweitklassige Erste Liga absteigen.
In der Ersten Liga spielen zehn Teams in vier Durchgängen und 36 Runden um einen Aufstiegsplatz in die Bundesliga. Die letztplatzierte Mannschaft muss in die jeweiligen Regionalligen absteigen, der Tabellenvorletzte hat zwei Relegationsspiele gegen den Meister der Regionalliga Ost zu bestreiten.
In den drei Regionalligen Ost, Mitte und West wird in zwei Durchgängen um die Aufstiegsplätze in die Erste Liga gespielt. Dabei können sich zwei der drei Mannschaften qualifizieren. In der Saison 2010/11 trifft in der Qualifikation der Meister der Regionalliga West auf den Meister der Regionalliga Mitte und der Meister der Regionalliga Ost auf den Tabellenvorletzten der Ersten Liga. Sofern sich aus den Absteigern nicht andere Regelungen ergeben, müssen jeweils drei Mannschaften in die vierte Leistungsklasse absteigen.

## Lizenzierungsverfahren
Am 3. Mai 2010 wurden von der Bundesliga die Lizenzen für die Meisterschaft 2010/11 vergeben. Mit Ausnahme des Bundesligisten SK Austria Kärnten, der Erste-Liga-Vereine FC Lustenau und FC Dornbirn sowie des Aufstiegskandidaten aus der Regionalligen Mitte Blau-Weiß Linz erfüllten alle Lizenzwerber die Voraussetzungen. Der Antrag des Grazer AK wurde bestimmungsgemäß aufgrund des Konkursverfahrens zurückgewiesen. In zweiter Instanz wurde am 14. Mai 2010 vom Protestkomitee der Bundesliga entschieden, dass der FC Lustenau ebenfalls die Lizenz erhält, während diese dem SK Austria Kärnten und dem FC Dornbirn weiterhin verweigert wurde. Der Protest des FC Blau-Weiß Linz wurde zurückgewiesen.
Am 25. Mai 2010 gab Dornbirn bekannt, auf die Berufung beim Ständig Neutralen Schiedsgericht zu verzichten. Der Abstieg in die Regionalliga West war damit unwiderruflich. Wäre dem Verein vom Ständig Neutralen Schiedsgericht per Berufung die Lizenz zugesprochen worden und dem SK Austria Kärnten gleichzeitig die Lizenz auch in dritter Instanz verweigert worden, hätte der FC Dornbirn dem Sofortabstieg noch entgehen können. Am 28. Mai 2010 wurde dem Ansuchen der Kärntner beim Ständig Neutralen Schiedsgericht tatsächlich nicht stattgegeben. Für den finanziell ohnehin schwer angeschlagenen Verein war dies ein doppelter Schicksalsschlag, denn neben dem Zwangsabstieg in die Regionalliga Mitte war damit die sofortige kostenlose Freigabe für alle Spieler mit Profistatus verbunden.

## Erste Leistungsstufe – Bundesliga
Die vom Sportwetten-Anbieter tipp3 als Hauptsponsor unterstützte Bundesliga ist die höchste Spielklasse im österreichischen Fußball und wird in der Saison 2010/11 zum 91. Mal ausgetragen. Subsponsor ist der Mobilfunkanbieter T-Mobile Austria, weshalb die offizielle Liga-Bezeichnung tipp3-Bundesliga powered by T-Mobile lautet. Nach zwei Jahren ist der Aufsteiger FC Wacker Innsbruck wieder in Österreichs höchster Spielklasse vertreten. Die Innsbrucker ersetzen den Absteiger SK Austria Kärnten.
Mit Ausnahme von Vorarlberg und Kärnten sind alle österreichischen Bundesländer in der Bundesliga vertreten. Wien, Oberösterreich und die Steiermark stellen dabei jeweils zwei Vereine.
Der TV-Anbieter sky Deutschland AG hat die Rechte alle Bundesligaspiele in voller Länge zu zeigen, die auf dem Kanal sky sport austria im Pay-TV ausgestrahlt werden. Erstmals wird der Sender alle Spiele nicht nur in der bekannten Konferenzschaltung zeigen, sondern auch als Einzelspiele. Daneben hat der ORF die Rechte jeweils das „Topspiel der Runde“ als Einzelspiel – meist sonntags, bei Wochentagsrunden mittwochs – zu übertragen. Diese Regelung gilt nicht in den letzten zwei Runden, in denen alle Spiele zeitgleich ausgetragen werden müssen. Darüber hinaus darf der ORF eine 45-minütige Zusammenfassung von den restlichen vier Partien pro Runde zu zeigen. Privatfernsehsender Servus TV ging bei den Verhandlungen leer aus.

### Modus
In der Saison 2010/11 werden wie in vergangenen Jahren zehn Klubs in insgesamt 36 Runden gegeneinander antreten. Dabei wird die Auslosung nach der 9. und der 27. Runde gestürzt. Jedes Team spielt somit zu Hause und zweimal auswärts gegen jedes andere Team.
Der Meister ist an der Qualifikation zur UEFA Champions League 2011/12 teilnahmeberechtigt, die zweit- und drittplatzierten Vereine sowie der ÖFB-Cup-Sieger sind für die Qualifikation zur UEFA Europa League 2011/12 startberechtigt. Wird der Cup-Sieger gleichzeitig österreichischer Meister, startet der Cup-Final-Verlierer in der Europa League. Sollte sich der Cup-Sieger auf Platz zwei oder drei der Meisterschaft befinden, geht der zweite Startplatz der Bundesliga für die Europa League an den Tabellen-Vierten über.  Der Zehntplatzierte muss in die zweithöchste Spielklasse, die Erste Liga, absteigen.

### Saisonverlauf und Höhepunkte

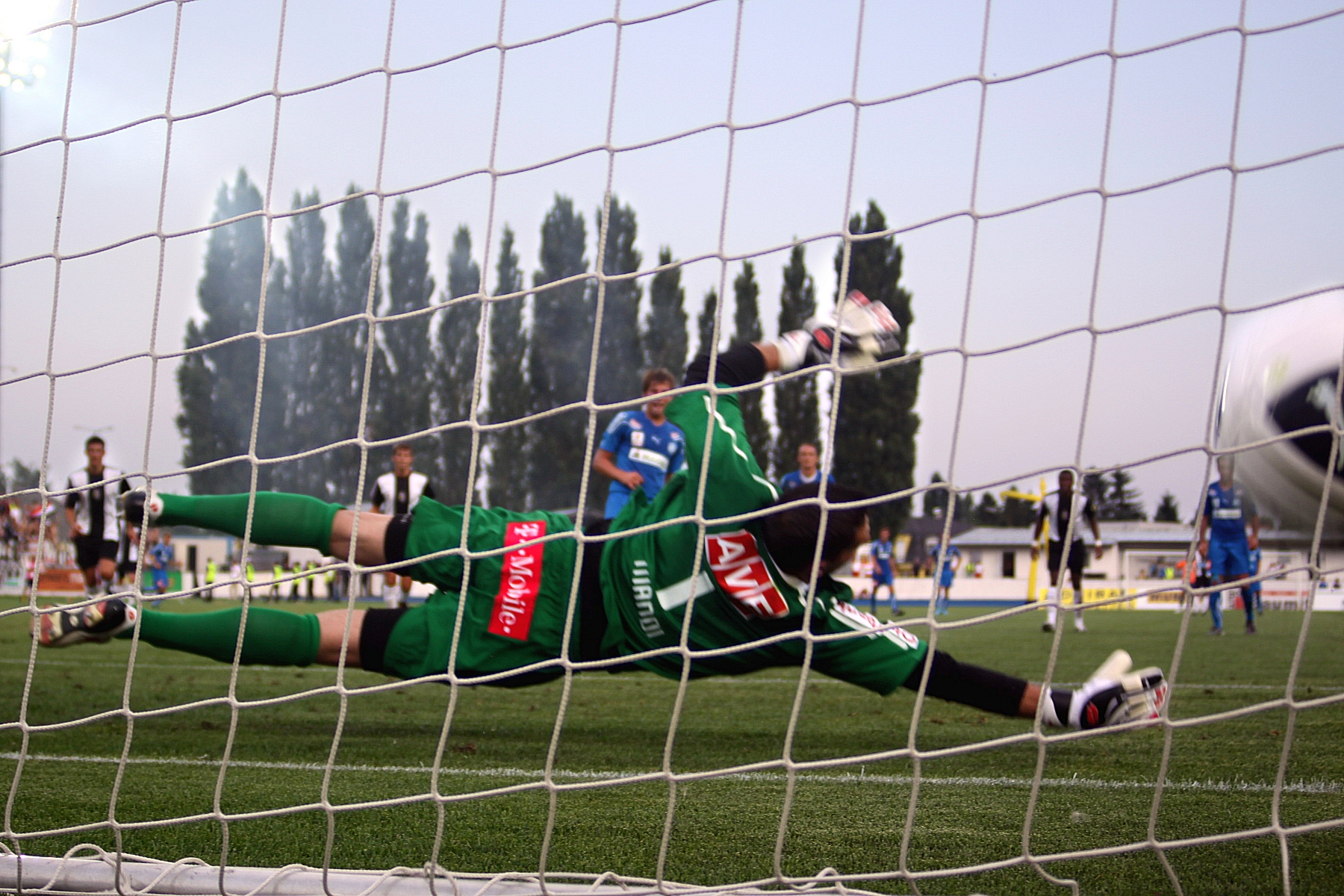
Wiener Neustadts Alexander Grünwald verwandelt einen der vier Strafstöße gegen LASK-Torhüter Thomas Mandl

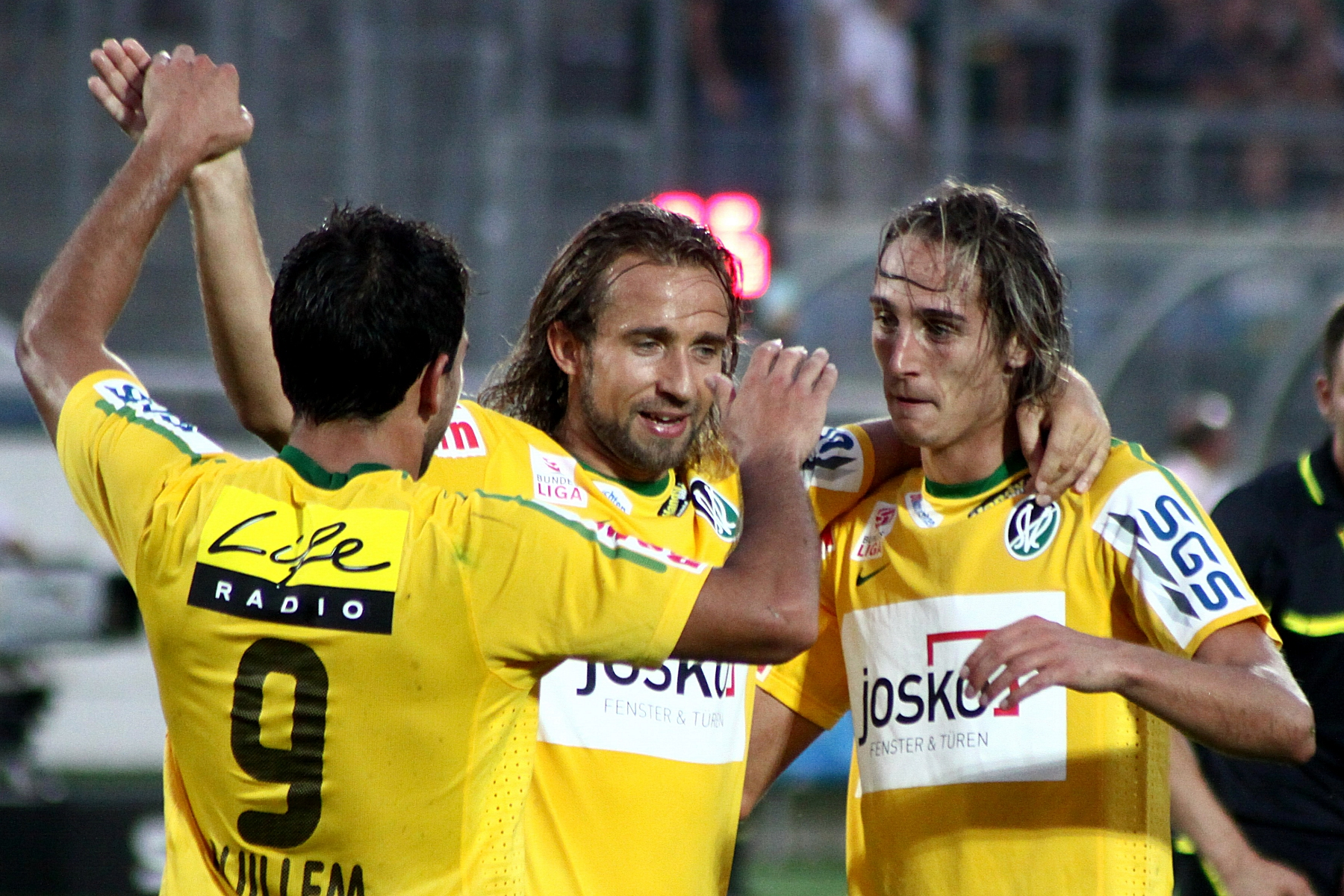
Die Rieder Guillem Martí, Stefan Lexa und Iván Carril Regueiro bejubeln den klaren 5:0-Auswärtssieg in Wiener Neustadt

Die Meisterschaft begann mit einem Knalleffekt, denn der SC Magna Wiener Neustadt war nach einem 5:0 (5:0) Kantersieg gegen LASK Linz erster Tabellenführer. Wie es dazu kam, war höchst kurios, denn drei der fünf Treffer entsprangen Strafstößen, wobei ein vierter Elfmeter 130 Sekunden nach Spielbeginn noch vergeben wurde. Überdies mussten noch zwei Linzer mit der roten Karte vom Feld. Alle fünf Tore, alle vier Elfmeter und auch die beiden Platzverweise fanden in der ersten Halbzeit statt; ein neuer Bundesligarekord. Sämtliche vier von Schiedsrichter Alexander Harkam ausgesprochenen Strafstöße waren ebenso gerechtfertigt wie die beiden Feldverweise. Dass LASK-Anhänger zweimal auf das Spielfeld stürmten, um gegen die eigene Mannschaft zu opponieren und das Spiel deshalb knapp vor dem Abbruch stand, war der negative Höhepunkt des Saisonauftakts. Als deren Folge beantragte LASK Linz selbst bei der Bundesliga Stadionverbote für 17 Fans. Unerwartet kam auch der klare 4:0-Sieg des Aufsteigers FC Wacker Innsbruck gegen den SK Rapid Wien. Die Innsbrucker, die in den letzten 16 Duellen in Serie gegen den Rekordmeister sieglos blieben, meldeten sich mit diesem Kantersieg erfolgreich in der Bundesliga zurück. Auch in Innsbruck kam es nach Spielschluss noch im Tivoli-Stadion zu Ausschreitungen beider Fangruppen und zu Verhaftungen.

### Abschlusstabelle
| Pl. | Verein                   | Sp. | S  | U  | N  | Tore    | Diff. | Punkte |
| --- | ------------------------ | --- | -- | -- | -- | ------- | ----- | ------ |
| 1.  | SK Sturm Graz (C)        | 36  | 19 | 9  | 8  | 066:330 | +33   | 66     |
| 2.  | FC Red Bull Salzburg (M) | 36  | 17 | 12 | 7  | 053:310 | +22   | 63     |
| 3.  | FK Austria Wien          | 36  | 17 | 10 | 9  | 065:370 | +28   | 61     |
| 4.  | SV Ried                  | 36  | 16 | 10 | 10 | 051:380 | +13   | 58     |
| 5.  | SK Rapid Wien 1          | 36  | 14 | 11 | 11 | 052:420 | +10   | 53     |
| 6.  | FC Wacker Innsbruck (N)  | 36  | 13 | 11 | 12 | 043:420 | +1    | 50     |
| 7.  | SC Magna Wiener Neustadt | 36  | 14 | 8  | 14 | 044:520 | −8    | 50     |
| 8.  | Kapfenberger SV          | 36  | 9  | 11 | 16 | 042:610 | −19   | 38     |
| 9.  | SV Mattersburg           | 36  | 7  | 10 | 19 | 029:560 | −27   | 31     |
| 10. | LASK Linz                | 36  | 3  | 10 | 23 | 022:750 | −53   | 19     |

| (M) | Österreichischer Meister 2009/10 |
| (C) | ÖFB-Cup-Sieger 2009/10           |
| (N) | Aufsteiger der Saison 2009/10    |

### Kreuztabelle
Die Kreuztabelle stellt die Ergebnisse aller Spiele dieser Saison dar. Die Heimmannschaft ist in der mittleren Spalte aufgelistet und die Gastmannschaft in der obersten Reihe. Die Ergebnisse sind immer aus Sicht der Heimmannschaft angegeben.
Stand: 36. Runde (25. Mai 2011)
| Hinrunde (Runden 1–18) | Hinrunde (Runden 1–18) | Hinrunde (Runden 1–18) | Hinrunde (Runden 1–18) | Hinrunde (Runden 1–18)   | Hinrunde (Runden 1–18) | Hinrunde (Runden 1–18) | Hinrunde (Runden 1–18) | Hinrunde (Runden 1–18) | Hinrunde (Runden 1–18) | 2010/11                  | Rückrunde (Runden 19–36) | Rückrunde (Runden 19–36) | Rückrunde (Runden 19–36) | Rückrunde (Runden 19–36) | Rückrunde (Runden 19–36) | Rückrunde (Runden 19–36) | Rückrunde (Runden 19–36) | Rückrunde (Runden 19–36) | Rückrunde (Runden 19–36) | Rückrunde (Runden 19–36) |
| --- | ---------------------- | ---------------------- | ---------------------- | ------------------------ | ---------------------- | ---------------------- | ---------------------- | ---------------------- | ---------------------- | ------------------------ | ------------------------ | ------------------------ | ------------------------ | ------------------------ | ------------------------ | ------------------------ | ------------------------ | ------------------------ | ------------------------ | ------------------------ |
| | Austria Wien           |                        | Sturm Graz             | SC Magna Wiener Neustadt | SV Mattersburg         |                        | SV Ried                |                        | FC Wacker Innsbruck    | Verein                   |                          | Austria Wien             |                          | Sturm Graz               | SC Magna Wiener Neustadt | SV Mattersburg           |                          | SV Ried                  |                          | FC Wacker Innsbruck      |
| | 1:1                    | 1:1                    | 2:0                    | 4:2                      | 1:0                    | 0:0                    | 1:0                    | 0:2                    | 4:0                    | Red Bull Salzburg        |                          | 1:1                      | 1:1                      | 2:1                      | 4:0                      | 2:0                      | 0:1                      | 2:2                      | 4:2                      | 2:3                      |
| 0:0 |                        | 0:1                    | 2:3                    | 1:1                      | 2:0                    | 4:1                    | 0:1                    | 5:1                    | 0:3                    | FK Austria Wien          | 2:4                      |                          | 0:1                      | 2:2                      | 4:0                      | 0:1                      | 5:0                      | 1:0                      | 2:0                      | 1:0                      |
| 2:1 | 0:1                    |                        | 3:1                    | 1:2                      | 2:0                    | 5:0                    | 3:0                    | 3:2                    | 1:1                    | SK Rapid Wien            | 1:2                      | 0:3*                     |                          | 0:2                      | 4:1                      | 0:0                      | 0:0                      | 2:0                      | 2:0                      | 3:3                      |
| 0:0 | 0:2                    | 0:2                    |                        | 4:2                      | 2:0                    | 5:0                    | 0:1                    | 2:0                    | 2:0                    | SK Sturm Graz            | 0:3                      | 1:1                      | 3:3                      |                          | 1:0                      | 4:0                      | 1:1                      | 1:0                      | 2:0                      | 2:1                      |
| 1:0 | 0:0                    | 1:1                    | 0:3                    |                          | 1:0                    | 5:0                    | 0:5                    | 3:0                    | 1:0                    | SC Magna Wiener Neustadt | 1:0                      | 4:2                      | 2:0                      | 1:2                      |                          | 2:1                      | 0:0                      | 0:2                      | 1:1                      | 2:2                      |
| 1:0 | 0:3                    | 2:2                    | 1:1                    | 0:3                      |                        | 3:3                    | 1:4                    | 0:1                    | 0:2                    | SV Mattersburg           | 0:1                      | 1:2                      | 1:0                      | 1:1                      | 1:1                      |                          | 1:1                      | 2:2                      | 1:1                      | 2:1                      |
| 1:2 | 3:4                    | 1:0                    | 0:4                    | 2:1                      | 0:1                    |                        | 0:3                    | 0:1                    | 0:0                    | LASK Linz                | 1:1                      | 0:4                      | 1:2                      | 0:2                      | 2:3                      | 0:1                      |                          | 1:1                      | 0:3                      | 0:1                      |
| 1:2 | 2:1                    | 3:1                    | 0:3                    | 2:0                      | 1:3                    | 1:0                    |                        | 1:0                    | 1:0                    | SV Ried                  | 2:2                      | 1:1                      | 2:1                      | 0:0                      | 1:0                      | 1:1                      | 2:0                      |                          | 2:0                      | 2:2                      |
| 0:0 | 1:1                    | 0:0                    | 0:4                    | 1:2                      | 3:1                    | 4:1                    | 3:3                    |                        | 2:4                    | Kapfenberger SV          | 0:1                      | 3:3                      | 1:1                      | 0:5                      | 0:1                      | 2:1                      | 2:2                      | 2:1                      |                          | 0:0                      |
| 0:1 | 0:1                    | 4:0                    | 2:2                    | 0:0                      | 2:1                    | 2:0                    | 1:0                    | 1:3                    |                        | FC Wacker Innsbruck      | 1:1                      | 0:3                      | 0:3                      | 1:0                      | 1:0                      | 2:0                      | 1:0                      | 1:1                      | 1:1                      |                          |
| * = Das Wiener Derby am 22. Mai 2011 SK Rapid Wien gegen FK Austria Wien im Gerhard-Hanappi-Stadion wurde nach 26 Spielminuten beim Stand von 2:0 für Austria Wien wegen eines Platzsturms mehrerer hundert Fans des SK Rapid Wien zunächst unterbrochen und schließlich, da die Sicherheit für Spieler und Zuschauer nicht gewährleistet werden konnte, abgebrochen. Der Strafsenat I der Bundesliga entschied am 23. Mai 2011 für eine 3:0-Strafverifizierung zugunsten von Austria Wien. |                        |                        |                        |                          |                        |                        |                        |                        |                        |                          |                          |                          |                          |                          |                          |                          |                          |                          |                          |                          |

### Torschützenliste
Endstand vom 25. Mai
| Rang | Tore | Name                | Land                    | Verein                   |
| --- | ---- | ------------------- | ----------------------- | ------------------------ |
| 01 | 21   | Roland Linz1)       | Österreich              | FK Austria Wien          |
| 02 | 19   | Roman Kienast       | Österreich              | SK Sturm Graz            |
| 03 | 18   | Hamdi Salihi        | Albanien                | SK Rapid Wien            |
| | 18   | Roman Wallner       | Österreich              | FC Red Bull Salzburg     |
| 05 | 14   | Deni Alar           | Österreich              | Kapfenberger SV          |
| | 14   | Patrick Bürger      | Österreich              | SV Mattersburg           |
| 07 | 11   | Hannes Aigner       | Österreich              | SC Magna Wiener Neustadt |
| 08 | 10   | Marcel Schreter     | Österreich              | FC Wacker Innsbruck      |
| | 10   | Alan                | Brasilien               | FC Red Bull Salzburg     |
| 10 | 09   | Zlatko Junuzović1)  | Österreich              | FK Austria Wien          |
| | 09   | Guillem Martí Misut | Spanien                 | SV Ried                  |
| | 09   | Imre Szabics        | Ungarn                  | SK Sturm Graz            |
| | 09   | Samir Muratović     | Bosnien und Herzegowina | SK Sturm Graz            |
| 1) Roland Linz und Zlatko Junuzović erzielten beim Spiel SK Rapid Wien gegen FK Austria Wien (35. Runde), das nach 26 Minuten beim Stand von 0:2 abgebrochen wurde, jeweils ein Tor. Diese Tore werden gemäß Entscheidung der Bundesliga trotz des Spielabbruchs offiziell gewertet. |      |                     |                         |                          |

siehe auch Liste der besten Torschützen Österreichs

### Spielorte, Spielstätten und Zuschauer
Stand: 36. Runde (25. Mai 2011)
| Stadt            | Einwohner  | Verein                           | Stadion                   | Kapazität | Gesamt  | Schnitt | ± zu 2009/10 |
| ---------------- | ---------- | -------------------------------- | ------------------------- | --------- | ------- | ------- | ------------ |
| Graz             | 257.3280   | SK Sturm Graz                    | UPC-Arena                 | 15.323    | 218.067 | 12.115  |              |
| Innsbruck        | 119.2490   | FC Wacker Innsbruck (Aufsteiger) | Tivoli-Neu                | 16.008    | 190.160 | 10.564  | +53,50 %     |
| Kapfenberg       | 21.8120    | Kapfenberger SV                  | Franz-Fekete-Stadion      | 12.000    | 60.165  | 3.343   |              |
| Linz             | 189.3110   | LASK Linz                        | Linzer Stadion            | 18.000    | 108.343 | 6.019   | −35,06 %     |
| Mattersburg      | 6.9540     | SV Mattersburg                   | Pappelstadion             | 15.100    | 70.050  | 3.892   | −39,98 %     |
| Ried im Innkreis | 11.4090    | SV Ried                          | Keine Sorgen Arena        | 7.500     | 106.200 | 5.900   | +13,46 %     |
| Salzburg         | 147.5710   | FC Red Bull Salzburg             | Red Bull Arena            | 31.000    | 176.250 | 9.792   | −26,01 %     |
| Wien             | 1.713.9570 | FK Austria Wien                  | Generali Arena            | 13.135    | 171.010 | 9.501   |              |
| Wien             | 1.713.9570 | SK Rapid Wien                    | Gerhard-Hanappi-Stadion   | 17.500    | 287.200 | 15.956  |              |
| Wiener Neustadt  | 40.7080    | SC Magna Wiener Neustadt         | Wiener Neustädter Stadion | 7.036     | 65.525  | 3.640   |              |

### Die Meistermannschaft des SK Sturm Graz
|                               | - Torhüter: Christian Gratzei (26 Spiele / 2340 Minuten / 0 Tore), Silvije Čavlina (10/900/0); - Verteidiger: Gordon Schildenfeld (36/3206/2), Joachim Standfest (32/2874/1), Timo Perthel (20/1739/0), Thomas Burgstaller (20/1607/1), Dominic Pürcher (19/1356/0), Ferdinand Feldhofer (18/1552/1), Martin Ehrenreich (17/570/0); - Mittelfeldspieler: Manuel Weber (34/2948/2), Andreas Hölzl (33/2782/5), Mario Kienzl (27/2221/0), Patrick Wolf (9/741/1), Samir Muratović (23/929/9), Christian Klem (18/698/0), Klaus Salmutter (15/797/2), Florian Kainz (13/742/2), Patrick Mevoungou (12/660/0), Sandro Foda (5/66/0), Haris Bukva (10/784/3); - Stürmer: Imre Szabics (33/2745/9), Roman Kienast (31/2470/19), Mario Haas (31/563/5), Marvin Weinberger (6/310/2), Dominic Hassler (1/6/0); - Sportliche Leitung: Franco Foda (Cheftrainer), Thomas Kristl (Co-Trainer), Kazimierz Sidorczuk (Tormanntrainer), Walter Niederkofler (Konditionstrainer), Oliver Kreuzer (Sportdirektor). |
| Stand nach Meisterschaftsende | |

## Zweite Leistungsstufe – Erste Liga

Meisterteller der österreichischen Ersten Liga

Die Erste Liga ist die zweithöchste Spielklasse im österreichischen Profifußball und wird in der Saison 2010/11 zum 36. Mal ausgetragen. Der bisherige Namenssponsor der Ersten Liga, die ADEG, die seit der Saison 2008/09 den Bewerb unterstützte, hat seinen Vertrag nicht mehr verlängert, wodurch sie gegenwärtig ohne Sponsor dasteht. Nachdem dem Bundesliga-Absteiger SK Austria Kärnten für die Saison 2010/11 aus wirtschaftlichen Gründen die Bundesliga-Lizenz verweigert wurde, durfte der First Vienna FC 1894, der den vorletzten Abstiegsplatz eingenommen hatte, ohne Relegation in der Ersten Liga verbleiben. Für den Aufsteiger aus der Regionalliga West, den SV Grödig, der nur ein Jahr nach seinem Abstieg wieder in die Erste Liga zurückkehrt, entfiel ebenfalls die Relegation. Zwischen den Qualifikanten der Regionalligen Ost (SC-ESV Parndorf 1919) und Mitte (WAC/St. Andrä) kam es zu zwei Qualifikationsspielen, welche der WAC/St. Andrä mit einem Gesamtscore von 4:2 für sich entschied.
In der Saison 2010/11 stellt Vorarlberg nicht weniger als drei Vereine, Niederösterreich und die Steiermark stellen jeweils zwei Vereine, Wien, Kärnten und Salzburg je einen Verein. Das Burgenland, Tirol und Oberösterreich sind in der zweithöchsten Spielklasse nicht vertreten.
Wie in der Bundesliga gehören die Fernsehrechte dem Sender sky Deutschland AG, welcher jedes Spiel in voller Länge zeigen darf. Die Ausstrahlung erfolgt über den Pay-TV-Kanal sky sport austria und im Rahmen einer Konferenzschaltung mit vier Partien mit Spielbeginn um 18:30 Uhr. Ausnahme sind die letzten zwei Runden, in denen alle Spiele zeitgleich ausgetragen werden müssen, darf sich sky zusätzlich eine Partie aussuchen, die als „Topspiel der Runde“ als Einzelpartie am Freitag um 20:30 Uhr übertragen wird. Auch der ORF hat das Recht das Topspiel der Runde live und in voller Länge zu übertragen. Dies erfolgt über den Sender ORF Sport Plus.

### Modus
In der Saison 2010/11, welche am 13. Juli 2010 mit fünf Spielen beginnt, werden aufgrund der Reform der Ersten Liga nur mehr zehn Klubs in insgesamt 36 Runden gegeneinander antreten. Die Meisterschaft endet am 27. Mai 2011.
Der Meister der Liga steigt in die Bundesliga auf. Der Letztplatzierte der Ersten Liga muss in die seiner Region entsprechenden Regionalliga absteigen. Dieser wird durch den Sieger der beiden Qualifikationsspiele zwischen den Meistern der Regionalligen West und Mitte ersetzt. Der Tabellenvorletzte hat gegen den Meister der Regionalliga Ost zwei Relegationsspiele zu bestreiten. Der Sieger der Relegationsspiele ist für die Erste Liga der Saison 2011/12 qualifiziert.

### Trainerwechsel
- First Vienna FC 1894 ersetzte am 29. August 2010 Frenk Schinkels durch Alfred Tatar.[15]
- Michael Fuchs, der den FC Gratkorn seit 18. Dezember 2002 als Cheftrainer betreut und 2003/04 in die Erste Liga geführt hatte, trat am 4. Oktober 2010 als längst fungierender Trainer der Ersten Liga zurück.[16]

### Abschlusstabelle
| Pl. | Verein                   | Sp. | S  | U  | N  | Tore    | Diff. | Punkte |
| --- | ------------------------ | --- | -- | -- | -- | ------- | ----- | ------ |
| 1.  | FC Admira Wacker Mödling | 36  | 23 | 6  | 7  | 085:450 | +40   | 75     |
| 2.  | SCR Altach               | 36  | 22 | 8  | 6  | 076:370 | +39   | 74     |
| 3.  | SC Austria Lustenau      | 36  | 16 | 6  | 14 | 055:510 | +4    | 54     |
| 4.  | WAC/St. Andrä (R)        | 36  | 15 | 7  | 14 | 056:500 | +6    | 52     |
| 5.  | SKN St. Pölten           | 36  | 13 | 12 | 11 | 055:550 | ±0    | 51     |
| 6.  | SV Grödig (N)            | 36  | 12 | 10 | 14 | 051:600 | −9    | 46     |
| 7.  | FC Lustenau 07           | 36  | 11 | 9  | 16 | 051:600 | −9    | 42     |
| 8.  | TSV Hartberg             | 36  | 10 | 9  | 17 | 044:600 | −16   | 39     |
| 9.  | First Vienna FC 1894     | 36  | 9  | 7  | 20 | 047:670 | −20   | 34     |
| 10. | FC Gratkorn              | 36  | 9  | 6  | 21 | 047:820 | −35   | 33     |

Quelle:
| (R) | Gewinner der Relegation          |
| (N) | Neuaufsteiger der Saison 2009/10 |

### Kreuztabelle
Die Kreuztabelle stellt die Ergebnisse aller Spiele dieser Saison dar. Die Heimmannschaft ist in der mittleren Spalte aufgelistet und die Gastmannschaft in der obersten Reihe. Die Ergebnisse sind immer aus Sicht der Heimmannschaft angegeben.
| Hinrunde (Runden 1–18) | Hinrunde (Runden 1–18) | Hinrunde (Runden 1–18) | Hinrunde (Runden 1–18) | Hinrunde (Runden 1–18) | Hinrunde (Runden 1–18) | Hinrunde (Runden 1–18) | Hinrunde (Runden 1–18) | Hinrunde (Runden 1–18) | Hinrunde (Runden 1–18) | 2010/11                  | Rückrunde (Runden 19–36) | Rückrunde (Runden 19–36) | Rückrunde (Runden 19–36) | Rückrunde (Runden 19–36) | Rückrunde (Runden 19–36) | Rückrunde (Runden 19–36) | Rückrunde (Runden 19–36) | Rückrunde (Runden 19–36) | Rückrunde (Runden 19–36) | Rückrunde (Runden 19–36) |
| ---------------------- | ---------------------- | ---------------------- | ---------------------- | ---------------------- | ---------------------- | ---------------------- | ---------------------- | ---------------------- | ---------------------- | ------------------------ | ------------------------ | ------------------------ | ------------------------ | ------------------------ | ------------------------ | ------------------------ | ------------------------ | ------------------------ | ------------------------ | ------------------------ |
|                        |                        |                        |                        |                        |                        |                        |                        |                        |                        | Verein                   |                          |                          |                          |                          |                          |                          |                          |                          |                          |                          |
|                        | 3:2                    | 3:2                    | 2:0                    | 3:0                    | 1:1                    | 5:1                    | 4:1                    | 3:0                    | 2:0                    | FC Admira Wacker Mödling |                          | 1:1                      | 2:1                      | 5:3                      | 7:3                      | 3:0                      | 3:1                      | 1:3                      | 1:1                      | 0:1                      |
| 3:3                    |                        | 2:1                    | 2:0                    | 1:0                    | 2:1                    | 4:0                    | 4:2                    | 4:0                    | 3:1                    | SCR Altach               | 4:0                      |                          | 3:0                      | 2:1                      | 3:1                      | 2:2                      | 1:2                      | 1:0                      | 3:0                      | 3:3                      |
| 1:4                    | 0:0                    |                        | 1:0                    | 3:1                    | 1:0                    | 1:1                    | 3:2                    | 1:1                    | 0:0                    | SKN St. Pölten           | 1:0                      | 1:0                      |                          | 1:1                      | 0:0                      | 1:0                      | 3:0                      | 1:1                      | 1:2                      | 6:2                      |
| 2:1                    | 2:0                    | 4:0                    |                        | 2:1                    | 1:2                    | 1:0                    | 3:1                    | 2:1                    | 0:1                    | SC Austria Lustenau      | 0:1                      | 2:1                      | 0:3                      |                          | 2:1                      | 1:0                      | 2:2                      | 3:2                      | 2:1                      | 3:0                      |
| 0:3                    | 0:5                    | 1:5                    | 2:2                    |                        | 0:2                    | 3:1                    | 4:0                    | 0:2                    | 3:2                    | FC Gratkorn              | 0:6                      | 0:2                      | 2:2                      | 2:1                      |                          | 3:4                      | 3:1                      | 1:1                      | 1:3                      | 3:2                      |
| 0:3                    | 3:3                    | 3:1                    | 0:3                    | 1:0                    |                        | 2:2                    | 0:3                    | 1:1                    | 2:2                    | FC Lustenau 07           | 0:1                      | 2:4                      | 3:1                      | 1:2                      | 1:3                      |                          | 1:3                      | 0:1                      | 2:0                      | 0:0                      |
| 1:2                    | 0:2                    | 2:2                    | 2:1                    | 1:2                    | 1:2                    |                        | 3:1                    | 2:1                    | 0:2                    | TSV Hartberg             | 1:2                      | 1:2                      | 0:0                      | 1:1                      | 2:0                      | 1:1                      |                          | 2:0                      | 1:1                      | 2:0                      |
| 1:3                    | 1:2                    | 3:4                    | 0:2                    | 1:1                    | 4:1                    | 0:1                    |                        | 3:2                    | 1:0                    | First Vienna FC 1894     | 0:0                      | 1:1                      | 2:0                      | 3:0                      | 3:1                      | 1:1                      | 1:4                      |                          | 0:0                      | 0:4                      |
| 1:1                    | 0:2                    | 1:1                    | 3:2                    | 1:4                    | 0:6                    | 3:2                    | 4:1                    |                        | 4:0                    | SV Grödig                | 3:1                      | 0:1                      | 2:2                      | 2:2                      | 0:0                      | 2:1                      | 3:0                      | 3:2                      |                          | 2:1                      |
| 1:2                    | 3:1                    | 1:3                    | 0:0                    | 4:1                    | 1:3                    | 2:0                    | 2:0                    | 2:0                    |                        | WAC/St. Andrä            | 5:0                      | 0:0                      | 3:1                      | 4:2                      | 3:0                      | 1:2                      | 0:0                      | 1:0                      | 2:1                      |                          |

### Torschützenliste
Stand: 36. Runde (24. Mai 2011)
| Rang | Tore | Name               | Land                    | Verein                   |
| ---- | ---- | ------------------ | ----------------------- | ------------------------ |
| 01   | 19   | Benjamin Sulimani  | Österreich              | FC Admira Wacker Mödling |
| 02   | 18   | Patrik Ježek       | Tschechien              | FC Admira Wacker Mödling |
|      | 18   | Patrick Seeger     | Österreich              | FC Lustenau 07           |
| 04   | 17   | Orhan Ademi        | Schweiz                 | SCR Altach               |
|      | 17   | Rade Đokić         | Bosnien und Herzegowina | First Vienna FC 1894     |
| 06   | 16   | Mersudin Jukić     | Österreich              | SV Grödig                |
| 07   | 14   | Christian Falk     | Österreich              | WAC/St. Andrä            |
| 08   | 13   | Philipp Hosiner    | Österreich              | First Vienna FC 1894     |
|      | 13   | Harald Unverdorben | Österreich              | SCR Altach               |
| 10   | 12   | Thomas Fröschl     | Österreich              | SKN St. Pölten           |
|      | 12   | Lukas Thürauer     | Österreich              | SKN St. Pölten           |
|      | 12   | Joachim Parapatits | Österreich              | FC Gratkorn              |
| 13   | 10   | Tomi Correa        | Spanien                 | SCR Altach               |
|      | 10   | Herwig Drechsel    | Österreich              | SV Grödig                |
|      | 10   | Marco Reich        | Österreich              | WAC/St. Andrä            |
|      | 10   | Dubravko Tešević   | Bosnien und Herzegowina | FC Gratkorn              |

### Spielorte, Spielstätten und Zuschauer
Stand: 36. Runde (24. Mai 2011)
| Stadt | Einwohner  | Verein                   | Stadion           | Kapazität | Gesamt | Schnitt | ± zu 2009/10 |
| --- | ---------- | ------------------------ | ----------------- | --------- | ------ | ------- | ------------ |
| Altach | 6.3560     | SCR Altach               | Cashpoint-Arena   | 08.500    | 67.437 | 03.747  | −21,45 %     |
| Gratkorn | 7.4060     | FC Gratkorn              | Stadion Gratkorn  | 03.000    | 11.609 | 0645    | −30,12 %     |
| Grödig | 6.8620     | SV Grödig                | Untersberg-Arena  | 02.955    | 12.617 | 0701    | –            |
| Hartberg | 6.6020     | TSV Hartberg             | Stadion Hartberg  | 06.000    | 22.681 | 01.260  | −02,31 %     |
| Lustenau | 21.0760    | FC Lustenau 07           | Reichshofstadion  | 11.000    | 31.900 | 01.772  | +02,37 %     |
| Lustenau | 21.0760    | SC Austria Lustenau      | Reichshofstadion  | 11.000    | 64.600 | 03.589  | −06,31 %     |
| Mödling | 20.4380    | FC Admira Wacker Mödling | Trenkwalder Arena | 12.000    | 36.201 | 02.011  | +45,62 %     |
| St. Pölten | 51.6880    | SKN St. Pölten           | Voithplatz        | 8.000     | 19.941 | 01.108  | −10,65 %     |
| Wien | 1.705.0800 | First Vienna FC 1894     | Hohe Warte Wien   | 5.500     | 35.235 | 01.958  | +13,05 %     |
| Wolfsberg | 25.1620    | WAC/St. Andrä            | Lavanttal-Arena   | 8.000     | 28.432 | 01.580  | –            |
| Aufsteiger SV Grödig hatte gegenüber der Vorsaison in der Regionalliga West einen Zuschauzuwachs von 72,24 %. Aufsteiger Wolfsberger AC/St. Andrä hatte gegenüber der Vorsaison in der Regionalliga Mitte einen Zuschauzuwachs von 66,32 %. |            |                          |                   |           |        |         |              |

### Die Meistermannschaft des FC Admira Wacker Mödling
|                               | - Torhüter: Hans-Peter Berger (36 Spiele / 3194 Minuten / 0 Tore), Patrick Tischler (1/46/0); - Verteidiger: Christopher Dibon (36/3206/1), Gernot Plassnegger (35/3150/), Stephan Palla (35/3015/1), Daniel Drescher (26/2138/1), Richard Windbichler (16/925/2), Michael Horvath (5/102/1), Bernhard Morgenthaler (4/71/0), Markus Lackner (2/180/0), Markus Wostry (1/54/0); - Mittelfeldspieler: Patrik Ježek (35/3107/18), Bernhard Schachner (34/2981/4), Stefan Schwab (12/670/4), René Schicker (31/2037/8), Daniel Toth (30/2039/7), Christoph Cemernjak (18/1026/0), Ivan Laudanović (17/741/0), Paul Bichelhuber (8/518/1), Manuel Hervás (2/28/0); - Stürmer: Benjamin Sulimani (34/2680/19), Marcus Hanikel (20/959/5), Mihret Topčagić (18/719/2), Günter Friesenbichler (14/689/7), Froylán Ledezma (13/1015/4), Marcel Sabitzer (8/119/2), Maximilian Sax (4/70/0); - Sportliche Leitung: Dietmar Kühbauer (Cheftrainer), Manfred Nastl (Co-Trainer), Georg Heu (Tormanntrainer), Anton Beretzki (Konditionstrainer), Armin Schiller (Team-Manager). |
| Stand nach Meisterschaftsende | |

## Dritte Leistungsstufe – Regionalligen

### Modus
Die Regionalligen Ost, West und Mitte bilden im österreichischen Fußball die dritte Leistungsstufe. Die Regionalliga Ost wird von den Vereinen des Wiener, Niederösterreichischen und Burgenländischen Fußballverbands gebildet. Die Regionalliga Mitte setzt sich aus Vereinen des Oberösterreichischen, Kärntner und Steirischen Fußballverbands an. Die Regionalliga West setzt sich aus Vereinen des Salzburger, Tiroler und Vorarlberger Fußballverbands zusammen.
In diesen drei Ligen wird um je einen Relegationsplatz für die Erste Liga gespielt; Voraussetzung für einen etwaigen Aufstieg ist die Lizenzerteilung durch den Senat 5 der Bundesliga.
Die drei am schlechtesten platzierten Mannschaften der Regionalligen müssen in die vierte Leistungsstufe absteigen. Sollten mehrere Vereine der Ersten Liga in die gleiche Regionalliga absteigen, so erhöht sich in dieser die Zahl der Absteiger. Müssen zum Beispiel zwei Vereine, welche zu den Landesverbände der Regionalliga Mitte gehören, von der zweiten Leistungsstufe absteigen, müssen in der Regionalliga Mitte vier Mannschaften absteigen.

### Regionalliga Ost
Allgemeines

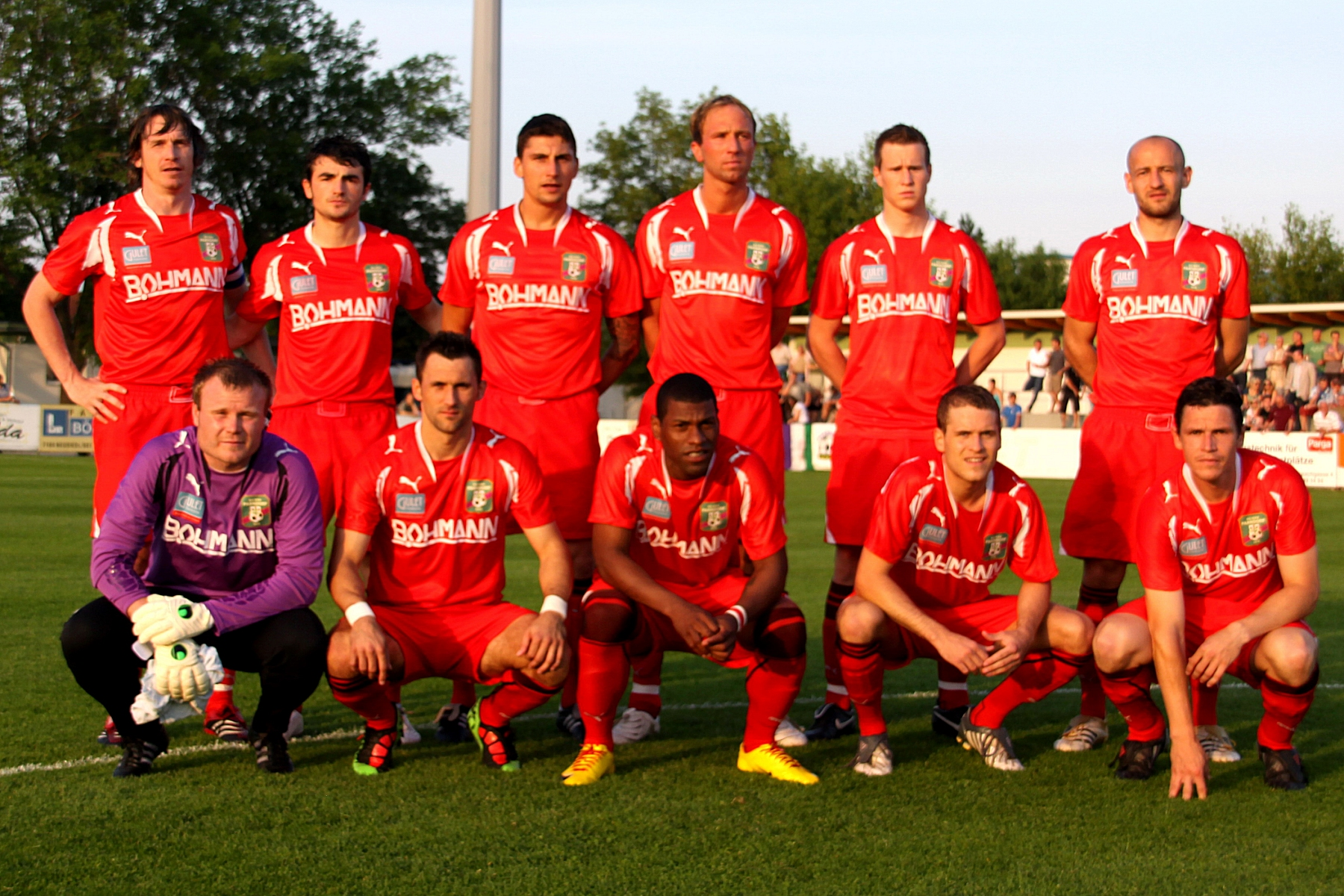
Die Mannschaft des SC-ESV Parndorf 1919 qualifizierte sich zum zweiten Mal in Folge für die Relegation

Aus der Ersten Liga musste in der letzten Saison aufgrund der Ligareform der Ersten Liga – Reduzierung auf zehn Mannschaften, wobei die zweiten Mannschaften eines Profivereins nur mehr bis zur dritten Leistungsstufe zugelassen sind – der FK Austria Wien II (Amateure) in die Regionalliga Ost absteigen.
Neu in die Regionalliga kamen der 1. SC Sollenau (aus der Landesliga Niederösterreich), der SC Columbia Floridsdorf (aus der Wiener Stadtliga) und der SC Ritzing (aus der Landesliga Burgenland) hinzu. Während der SC Ritzing, der bereits von 2004/05 bis 2006/07 in der Ostliga spielte, bereits Regionalligaerfahrung hat, ist dies für den 1. SC Sollenau und den SC Columbia Floridsdorf Neuland, denn diese Vereine waren noch nie in der Regionalliga vertreten. Damit gehören der Regionalliga Ost sieben Mannschaften des Wiener Fußballverbands, fünf Mannschaften des Burgenländischen Fußballverbands und vier Mannschaften des Niederösterreichischen Fußballverbands an; dies deshalb, weil die Stadt Schwechat zwar zum Bundesland Niederösterreich gehört, der Verein SV Schwechat aber dem Wiener Verband angehört.
Abschlusstabelle
| Pl. | Verein                      | Sp. | S  | U  | N  | Tore    | Diff. | Punkte |
| --- | --------------------------- | --- | -- | -- | -- | ------- | ----- | ------ |
| 1.  | SC-ESV Parndorf 1919 (R)    | 30  | 17 | 6  | 7  | 081:340 | +47   | 57     |
| 2.  | SV Horn                     | 30  | 16 | 8  | 6  | 064:390 | +25   | 56     |
| 3.  | FK Austria Wien II (A)      | 30  | 16 | 8  | 6  | 052:290 | +23   | 56     |
| 4.  | 1. SC Sollenau (N)          | 30  | 12 | 10 | 8  | 051:470 | +4    | 46     |
| 5.  | SC Ritzing (N)              | 30  | 13 | 7  | 10 | 047:520 | −5    | 46     |
| 6.  | Wiener Sportklub            | 30  | 13 | 6  | 11 | 055:490 | +6    | 45     |
| 7.  | SK Rapid Wien II            | 30  | 12 | 8  | 10 | 063:500 | +13   | 44     |
| 8.  | SC Neusiedl am See          | 30  | 12 | 7  | 11 | 049:450 | +4    | 43     |
| 9.  | Floridsdorfer AC            | 30  | 12 | 7  | 11 | 040:360 | +4    | 43     |
| 10. | SV Mattersburg Amateure     | 30  | 12 | 6  | 12 | 049:400 | +9    | 42     |
| 11. | FC Waidhofen/Ybbs 1         | 30  | 12 | 6  | 12 | 043:450 | −2    | 42     |
| 12. | FC Admira Wacker II         | 30  | 12 | 4  | 14 | 045:600 | −15   | 40     |
| 13. | SV Schwechat                | 30  | 11 | 6  | 13 | 037:480 | −11   | 39     |
| 14. | SC Columbia Floridsdorf (N) | 30  | 11 | 4  | 15 | 033:500 | −17   | 37     |
| 15. | SC Ostbahn XI               | 30  | 4  | 5  | 21 | 032:790 | −47   | 17     |
| 16. | ASK Baumgarten              | 30  | 4  | 4  | 22 | 040:780 | −38   | 16     |

| (A) | Absteiger der Saison 2011/12     |
| (R) | Verlierer der Relegation         |
| (N) | Neuaufsteiger der Saison 2009/10 |

Aufsteiger aus den Landesligen
- Wiener Stadtliga: 1. Simmeringer SC
- Landesliga Niederösterreich: SKU Amstetten
- Landesliga Burgenland: SV Stegersbach

### Regionalliga Mitte
Allgemeines

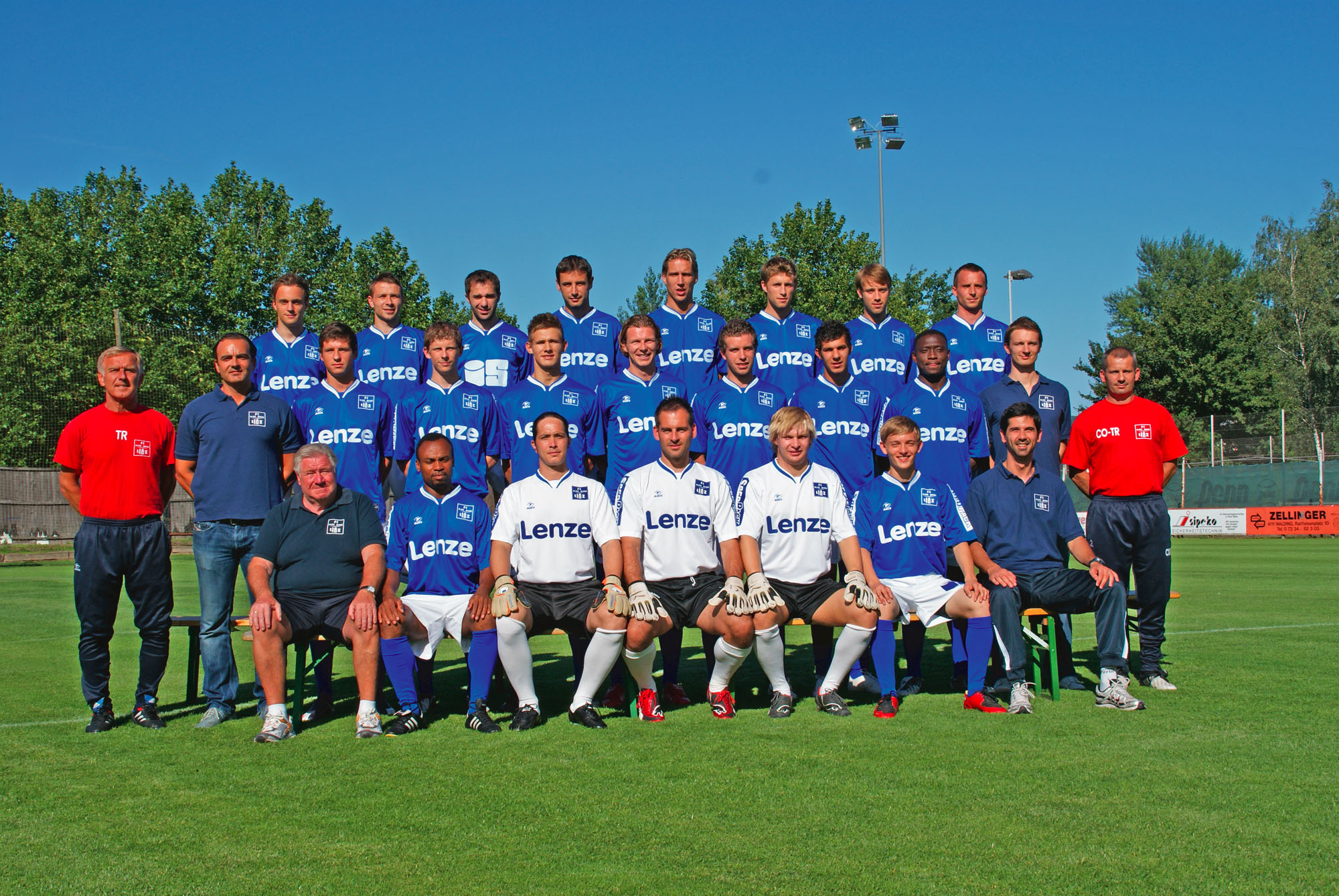
Die Mannschaft des Blau-Weiß Linz qualifizierte sich für die Relegation

Nachdem dem Bundesligaabsteiger SK Austria Kärnten die Lizenz für die Erste Liga verwehrt wurde, hätten die Kärntner direkt in die Regionalliga Mitte absteigen müssen. Aufgrund einer Insolvenz konnte jedoch der Spielbetrieb nicht fortgeführt werden. Da kein Kärntner Verein den dadurch frei gewordenen 16. Platz in der Regionalliga Mitte auffüllen wollte, stieg an ihrer Stelle die zweite Mannschaft des LASK Linz als Zweitplatzierter der Landesliga Oberösterreich in die Regionalliga Mitte auf.
Außerdem tritt der SC St. Stefan im Lavanttal ab dieser Saison in einer Spielgemeinschaft mit dem 2007 gegründeten SK Austria Klagenfurt an.
Neben der zweiten Mannschaft des LASK Linz kamen Union Vöcklamarkt (aus der Landesliga Oberösterreich), der SV Gleinstätten (aus der Landesliga Steiermark) und der SV Feldkirchen (aus der Landesliga Kärnten) neu in die Liga. Damit gehören der Regionalliga Mitte sieben Mannschaften des Steirischen Fußballverbands, sechs Mannschaften des Oberösterreichischen Fußballverbands und drei Mannschaften des Kärntner Fußballverbands an.
Abschlusstabelle
| Pl. | Verein                  | Sp. | S  | U  | N  | Tore    | Diff. | Punkte |
| --- | ----------------------- | --- | -- | -- | -- | ------- | ----- | ------ |
| 1.  | LASK Linz II (N)        | 30  | 18 | 4  | 8  | 055:370 | +18   | 58     |
| 2.  | FC Blau-Weiß Linz       | 30  | 16 | 9  | 5  | 055:270 | +28   | 57     |
| 3.  | Grazer AK               | 30  | 15 | 9  | 6  | 059:370 | +22   | 54     |
| 4.  | SV Allerheiligen 1      | 30  | 14 | 10 | 6  | 045:290 | +16   | 52     |
| 5.  | Union St. Florian 2     | 30  | 11 | 12 | 7  | 043:370 | +6    | 45     |
| 6.  | FC Pasching             | 30  | 11 | 12 | 7  | 038:330 | +5    | 45     |
| 7.  | SK Austria Klagenfurt 3 | 30  | 11 | 10 | 9  | 042:370 | +5    | 43     |
| 8.  | SV Gleinstätten (N)     | 30  | 11 | 8  | 11 | 049:490 | ±0    | 41     |
| 9.  | Union Vöcklamarkt (N)   | 30  | 10 | 8  | 12 | 045:450 | ±0    | 38     |
| 10. | SAK Klagenfurt          | 30  | 10 | 8  | 12 | 038:400 | −2    | 38     |
| 11. | DSV Leoben              | 30  | 9  | 10 | 11 | 047:510 | −4    | 37     |
| 12. | SK Sturm Graz II        | 30  | 9  | 7  | 14 | 048:610 | −13   | 34     |
| 13. | FC Wels                 | 30  | 7  | 12 | 11 | 021:420 | −21   | 33     |
| 14. | SV Feldkirchen (N)      | 30  | 7  | 6  | 17 | 036:550 | −19   | 27     |
| 15. | SC Weiz                 | 30  | 6  | 8  | 16 | 034:530 | −19   | 26     |
| 16. | ASK Voitsberg           | 30  | 4  | 9  | 17 | 030:520 | −22   | 21     |

| (N) | Neuaufsteiger der Saison 2009/10 |

Aufsteiger aus den Landesligen
- Landesliga Oberösterreich: SK Vorwärts Steyr
- Landesliga Steiermark: Kapfenberger SV II
- Landesliga Kärnten: Villacher SV

### Regionalliga West
Allgemeines

Aus der Ersten Liga musste in der letzten Saison aufgrund der Ligareform der Ersten Liga – Reduzierung auf zehn Mannschaften, wobei die zweiten Mannschaften eines Profivereins nur mehr bis zur dritten Leistungsstufe zugelassen sind – der FC Red Bull Salzburg II (Amateure) in die Regionalliga West absteigen. Ebenfalls aus der Ersten Liga musste nach nur einer Saison der FC Dornbirn, der nur den zehnten Platz erreichte und dem darüber hinaus von der Bundesliga auch die Lizenz für die Saison 2010/11 verweigert wurde.
Neu in die Regionalliga hinzu kamen der SV Austria Salzburg (aus der Landesliga Salzburg), der FC Union Innsbruck (aus der Landesliga Tirol, welche er als SVG Reichenau/Union 1b gewann) und der FC Höchst (aus der Landesliga Vorarlberg), der nur ein Jahr nach seinem Abstieg in die Regionalliga West zurückkehrt. Damit der FC Union Innsbruck aufsteigen konnte, musste die bisherige Spielgemeinschaft mit der SVG Reichenau, die ja bereits in der Regionalliga West vertreten ist, aufgelöst werden. Damit gehören der Regionalliga West jeweils sechs Mannschaften des Salzburger Fußballverbands und des Tiroler Fußballverbands – davon die Hälfte, nämlich FC Wacker Innsbruck II, SVG Reichenau sowie FC Union Innsbruck aus der Landeshauptstadt – an, während vom Vorarlberger Fußballverband fünf Mannschaften teilnehmen.
Abschlusstabelle
| Pl. | Verein                    | Sp. | S  | U  | N  | Tore    | Diff. | Punkte |
| --- | ------------------------- | --- | -- | -- | -- | ------- | ----- | ------ |
| 1.  | Red Bull Juniors (A)      | 30  | 21 | 5  | 4  | 078:230 | +55   | 68     |
| 2.  | WSG Wattens               | 30  | 18 | 5  | 7  | 064:400 | +24   | 59     |
| 3.  | USK Anif                  | 30  | 16 | 7  | 7  | 066:370 | +29   | 55     |
| 4.  | FC Kufstein 1             | 30  | 16 | 7  | 7  | 067:450 | +22   | 55     |
| 5.  | SV Austria Salzburg (N)   | 30  | 15 | 9  | 6  | 061:370 | +24   | 54     |
| 6.  | FC Dornbirn 1913 2 (A)    | 30  | 16 | 5  | 9  | 062:350 | +27   | 53     |
| 7.  | SC Bregenz                | 30  | 10 | 13 | 7  | 058:510 | +7    | 43     |
| 8.  | Wacker Innsbruck II       | 30  | 12 | 4  | 14 | 056:600 | −4    | 40     |
| 9.  | TSV St. Johann im Pongau  | 30  | 11 | 6  | 13 | 039:410 | −2    | 39     |
| 10. | FC Hard                   | 30  | 11 | 5  | 14 | 049:570 | −8    | 38     |
| 11. | SCR Altach II             | 30  | 10 | 7  | 13 | 047:580 | −11   | 37     |
| 12. | TSV Neumarkt am Wallersee | 30  | 9  | 6  | 15 | 034:610 | −27   | 33     |
| 13. | FC Union Innsbruck (N)    | 30  | 8  | 5  | 17 | 039:740 | −35   | 29     |
| 14. | SV Seekirchen 1945        | 30  | 6  | 10 | 14 | 048:750 | −27   | 28     |
| 15. | SVG Reichenau             | 30  | 6  | 5  | 19 | 052:820 | −30   | 23     |
| 16. | FC Höchst (N)             | 30  | 4  | 3  | 23 | 035:770 | −42   | 15     |

| (A) | Absteiger der Saison 2011/12     |
| (N) | Neuaufsteiger der Saison 2009/10 |

Aufsteiger aus den Landesligen
- Landesliga Salzburg: FC Pinzgau Saalfelden
- Landesliga Tirol: SV Hall
- Landesliga Vorarlberg: Keine Mannschaft[29]

## Relegation
In der neuen Klassenreform von 2009 wurde beschlossen, dass die Meister beziehungsweise Aufstiegsanwärter der Regionalligen gemeinsam mit dem Neuntplatzierten der Ersten Liga Relegationsspiele um den Verbleib oder Aufstieg in die Erste Liga bestreiten müssen. Für die Regionalligamannschaften wurde ein wechselnder Modus der Relegationsspiele vereinbart. Demnach musste in dieser Saison die Regionalliga West gegen den Neuntplatzierten der Ersten Liga und die Regionalliga Ost gegen die Regionalliga Mitte antreten.
In der ersten Paarung musste der Neuntplatzierte der Ersten Liga, der First Vienna FC 1894 wie im Jahr zuvor, gegen den Meister der Regionalliga Ost, den SC-ESV Parndorf 1919, spielen.
| Datum                     | Heimmannschaft                                                                               |                                                                                              | Gastmannschaft                                                                               | Ergebnis                                                                                     |
| ------------------------- | -------------------------------------------------------------------------------------------- | -------------------------------------------------------------------------------------------- | -------------------------------------------------------------------------------------------- | -------------------------------------------------------------------------------------------- |
| 09.06.2011                | First Vienna FC                                                                              | –                                                                                            | SC-ESV Parndorf 1919                                                                         | 3:0 (0:0)                                                                                    |
| SR: Manuel Schüttengruber | Torschützen: 1:0 (77.) Raphael Rathfuss, 2:0 (86.) Philipp Hosiner, 3:0 (90.) Rade Djokić.   | Torschützen: 1:0 (77.) Raphael Rathfuss, 2:0 (86.) Philipp Hosiner, 3:0 (90.) Rade Djokić.   | Torschützen: 1:0 (77.) Raphael Rathfuss, 2:0 (86.) Philipp Hosiner, 3:0 (90.) Rade Djokić.   | Torschützen: 1:0 (77.) Raphael Rathfuss, 2:0 (86.) Philipp Hosiner, 3:0 (90.) Rade Djokić.   |
| 11.06.2011                | SC-ESV Parndorf 1919                                                                         | –                                                                                            | First Vienna FC                                                                              | 1:2 (1:0)                                                                                    |
| SR: Oliver Drachta        | Torschützen: 1:0 (23.) Miroslav Milosević, 1:1 (56.) Erdžan Bečiri, 1:2 (59.) Wolfgang Mair. | Torschützen: 1:0 (23.) Miroslav Milosević, 1:1 (56.) Erdžan Bečiri, 1:2 (59.) Wolfgang Mair. | Torschützen: 1:0 (23.) Miroslav Milosević, 1:1 (56.) Erdžan Bečiri, 1:2 (59.) Wolfgang Mair. | Torschützen: 1:0 (23.) Miroslav Milosević, 1:1 (56.) Erdžan Bečiri, 1:2 (59.) Wolfgang Mair. |

In der zweiten Paarung mussten die Aufstiegskandidaten der Regionalligen West und Mitte um den Aufstieg in die Erste Liga spielen. Etwas kurios dabei ist, dass im zweiten Jahr wieder keine der beiden Mannschaften in ihren Ligen Meister wurde. Der FC Blau-Weiß Linz kam als Vizemeister der Regionalliga West zum Zug, weil Meister LASK Linz II als zweite Mannschaft eines Bundesligavereins nicht aufsteigen durfte. WSG Wattens kam als Vizemeister in die Relegation, ebenso weil Red Bull Juniors zweite Mannschaft einer Bundesligist ist.
| Datum                | Heimmannschaft                               |                                              | Gastmannschaft                               | Ergebnis                                     |
| -------------------- | -------------------------------------------- | -------------------------------------------- | -------------------------------------------- | -------------------------------------------- |
| 08.06.2011           | FC Blau-Weiß Linz                            | –                                            | WSG Wattens                                  | 0:1 (0:0)                                    |
| SR: Bernhard Brugger | Torschützen: 0:1 (56.) Patrick Steinkellner. | Torschützen: 0:1 (56.) Patrick Steinkellner. | Torschützen: 0:1 (56.) Patrick Steinkellner. | Torschützen: 0:1 (56.) Patrick Steinkellner. |
| 11.06.2011           | WSG Wattens                                  | –                                            | FC Blau-Weiß Linz                            | 0:1 (0:1, 0:0) n. V., 3:4 i. E.              |
| SR: Thomas Gangl     | Torschützen: 0:1 (61.) Michael Miksits.      | Torschützen: 0:1 (61.) Michael Miksits.      | Torschützen: 0:1 (61.) Michael Miksits.      | Torschützen: 0:1 (61.) Michael Miksits.      |

## Schiedsrichter
Vom Schiedsrichterausschuss des ÖFB wurden am 31. Mai 2010 die Spielleiter für die Saison 2010/11 festgelegt. Insgesamt wurden in den beiden höchsten Spielklassen 25 österreichische sowie im Rahmen des Schiedsrichteraustauschs 4 Schweizer Schiedsrichter eingesetzt. Die Spiele der Bundesliga wurden von insgesamt 16 österreichischen und den vier Schweizer Schiedsrichtern geleitet. Ausschließlich für die Erste Liga waren 9 Schiedsrichter qualifiziert. In der Bundesliga kamen zu den bestehenden Schiedsrichtern der letzten Saison Christian Dintar und Manuel Schüttengruber neu hinzu. Vor allem der Aufstieg von Manuel Schüttengruber war bemerkenswert, da dieser erst in der vergangenen Saison in die Erste Liga kam. Da zum Jahresende 2010 mit Dietmar Drabek und Louis Hofmann zwei Schiedsrichter aus Altersgründen ausschieden und die Leistungen der in der letzten Saison eingesetzten Schiedsrichter zufriedenstellend waren, wurden keine Abstufungen vorgenommen. In der Ersten Liga kamen mit Andreas Heiß, Bernd Hirschbichler und Harald Ruiss drei neue Spielleiter dazu. Der Altersdurchschnitt betrug in der Bundesliga 36,4 Jahre und in der Ersten Liga 32,7 Jahre.
Die meisten Schiedsrichter stellte der Landesverband Oberösterreich (5), gefolgt von Salzburg, der Steiermark, Vorarlberg, Wien (jeweils 3) sowie dem Burgenland, Kärnten, Niederösterreich und Tirol (jeweils 2).

### Wettspielleitungen
| Name                   | Geboren                | Landes- verband        | Anz. d. Spiele |      |      |      | Elf- meter | Anmerkung                  |
| ---------------------- | ---------------------- | ---------------------- | -------------- | ---- | ---- | ---- | ---------- | -------------------------- |
| Oliver Drachta         | 15. Mai 1977           | OÖ                     | 14             | 45   | 3    | 0    | 3          |                            |
| Thomas Einwaller       | 25. April 1977         | T                      | 14             | 48   | 1    | 2    | 3          |                            |
| René Eisner            | 2. September 1975      | ST                     | 14             | 57   | 2    | 1    | 2          |                            |
| Harald Lechner         | 30. Juli 1982          | W                      | 14             | 68   | 1    | 0    | 3          |                            |
| Robert Schörgenhofer   | 21. Februar 1973       | V                      | 14             | 72   | 3    | 0    | 1          |                            |
| Bernhard Brugger       | 25. Dezember 1966      | S                      | 13             | 50   | 2    | 1    | 2          |                            |
| Thomas Gangl           | 4. Oktober 1971        | V                      | 12             | 51   | 2    | 0    | 1          |                            |
| Gerhard Grobelnik      | 10. Juli 1975          | W                      | 12             | 50   | 3    | 3    | 4          |                            |
| Alexander Harkam       | 17. November 1981      | ST                     | 11             | 52   | 3    | 3    | 4          |                            |
| Christian Dintar       | 22. März 1974          | B                      | 10             | 41   | 1    | 2    | 2          |                            |
| Manfred Krassnitzer    | 16. Februar 1968       | K                      | 10             | 36   | 1    | 0    | 1          |                            |
| Manuel Schüttengruber  | 20. Juli 1983          | OÖ                     | 10             | 41   | 1    | 0    | 3          |                            |
| Thomas Prammer         | 17. Mai 1973           | OÖ                     | 09             | 47   | 4    | 0    | 2          |                            |
| Markus Hameter         | 11. April 1980         | NÖ                     | 08             | 38   | 1    | 0    | 1          |                            |
| Louis Hofmann          | 8. Januar 1965         | S                      | 07             | 35   | 2    | 1    | 3          | 31. Dez. 2010 Karriereende |
| Dietmar Drabek         | 30. Juni 1965          | OÖ                     | 04             | 12   | 1    | 1    | 0          | 31. Dez. 2010 Karriereende |
| Alain Bieri            | 13. März 1979          | CH                     | 01             | 06   | 1    | 0    | 0          | Schiedsrichteraustausch    |
| Patrick Graf           | 9. Januar 1973         | CH                     | 01             | 04   | 0    | 0    | 1          | Schiedsrichteraustausch    |
| Nikolaj Hänni          | 2. März 1976           | CH                     | 01             | 02   | 0    | 0    | 0          | Schiedsrichteraustausch    |
| Daniel Wermelinger     | 18. März 1971          | CH                     | 01             | 05   | 1    | 0    | 0          | Schiedsrichteraustausch    |
| Gesamt                 | Gesamt                 | Gesamt                 | 180            | 761  | 33   | 14   | 36         |                            |
| Durchschnitt pro Spiel | Durchschnitt pro Spiel | Durchschnitt pro Spiel | —              | 4,23 | 0,18 | 0,08 | 0,20       |                            |

| Name                   | Geboren                | Landes- verband        | Anz. d. Spiele |      |      |      | Elf- meter | Anmerkung    |
| ---------------------- | ---------------------- | ---------------------- | -------------- | ---- | ---- | ---- | ---------- | ------------ |
| Andreas Kollegger      | 4. August 1981         | ST                     | 12             | 69   | 3    | 1    | 2          |              |
| Dieter Muckenhammer    | 12. Februar 1981       | OÖ                     | 12             | 74   | 4    | 2    | 7          |              |
| Dominik Ouschan        | 28. Januar 1984        | V                      | 12             | 57   | 1    | 5    | 5          |              |
| Andreas Heiß           | 18. April 1983         | T                      | 11             | 59   | 1    | 1    | 5          |              |
| Bernd Hirschbichler    | 5. Mai 1984            | S                      | 11             | 65   | 2    | 3    | 2          |              |
| Harald Ruiss           | 16. Juli 1981          | W                      | 11             | 70   | 4    | 4    | 1          |              |
| Tanja Schett           | 9. Juli 1974           | K                      | 09             | 47   | 0    | 2    | 0          |              |
| Michael Schmid         | 7. November 1980       | NÖ                     | 09             | 42   | 1    | 2    | 5          |              |
| Benjamin Steuer        | 24. Mai 1986           | B                      | 08             | 47   | 5    | 1    | 3          |              |
| Thomas Prammer         | 17. Mai 1973           | OÖ                     | 07             | 40   | 3    | 1    | 1          |              |
| Christian Dintar       | 22. März 1974          | B                      | 06             | 26   | 1    | 2    | 3          |              |
| Oliver Drachta         | 15. Mai 1977           | OÖ                     | 06             | 30   | 0    | 1    | 0          |              |
| Manfred Krassnitzer    | 16. Februar 1968       | K                      | 06             | 25   | 1    | 0    | 0          |              |
| Thomas Einwaller       | 25. April 1977         | T                      | 05             | 24   | 0    | 0    | 2          |              |
| Thomas Gangl           | 4. Oktober 1971        | V                      | 05             | 27   | 0    | 1    | 2          |              |
| Gerhard Grobelnik      | 10. Juli 1975          | W                      | 05             | 27   | 1    | 2    | 4          |              |
| Alexander Harkam       | 17. November 1981      | ST                     | 05             | 31   | 1    | 1    | 1          |              |
| Manuel Schüttengruber  | 20. Juli 1983          | OÖ                     | 05             | 28   | 2    | 0    | 0          |              |
| Bernhard Brugger       | 25. Dezember 1966      | S                      | 04             | 20   | 2    | 2    | 0          |              |
| Dietmar Drabek         | 30. Juni 1965          | OÖ                     | 04             | 16   | 0    | 0    | 1          | Karriereende |
| René Eisner            | 2. September 1975      | ST                     | 04             | 23   | 0    | 0    | 1          |              |
| Markus Hameter         | 11. April 1980         | NÖ                     | 04             | 16   | 0    | 0    | 2          |              |
| Harald Lechner         | 30. Juli 1982          | W                      | 04             | 17   | 0    | 0    | 2          |              |
| Louis Hofmann          | 8. Januar 1965         | S                      | 03             | 14   | 0    | 0    | 1          | Karriereende |
| Robert Schörgenhofer   | 21. Februar 1973       | V                      | 03             | 24   | 0    | 0    | 2          |              |
| Bernd Eigler           | 10. Juli 1984          | ST                     | 02             | 10   | 0    | 0    | 1          | Qualifikant  |
| Andreas Feichtinger    | 23. November 1983      | OÖ                     | 02             | 11   | 0    | 0    | 0          | Qualifikant  |
| Christopher Jäger      | 23. Januar 1985        | S                      | 02             | 10   | 0    | 0    | 0          | Qualifikant  |
| Thorsten Obwurzer      | 14. März 1978          | K                      | 02             | 07   | 0    | 0    | 1          | Qualifikant  |
| Julian Weinberger      | 14. Februar 1985       | W                      | 01             | 02   | 0    | 0    | 0          | Qualifikant  |
| Gesamt                 | Gesamt                 | Gesamt                 | 180            | 958  | 32   | 31   | 54         |              |
| Durchschnitt pro Spiel | Durchschnitt pro Spiel | Durchschnitt pro Spiel | —              | 5,32 | 0,18 | 0,17 | 0,30       |              |